# バレーボールニュージーランド男子代表
バレーボールニュージーランド男子代表は、バレーボールの国際大会で編成されるニュージーランドの男子バレーボールナショナルチームである。

## 歴史
1970年に国際バレーボール連盟へ加盟。第1回大会の1975年アジア選手権に開催国のオーストラリアと共に初出場を果たしたニュージーランドはオセアニアの古参チームである。第8回大会までは連続出場していたが、1990年代後半から出場が滞り、2005年以降のアジア選手権出場がなかったため、2010年1月付のFIVBランキングは獲得ポイント0の115位まで落ち込んだ。世界選手権大陸予選は2010年予選にて初めて出場を果たした。

## 過去の成績

### オリンピックの成績
- 出場なし

### 世界選手権の成績
- 2010年 - アジア予選敗退

### アジア選手権の成績
| - 1975年 - 7位 - 1979年 - 11位 - 1983年 - 8位 - 1987年 - 12位 - 1989年 - 12位 - 1991年 - 12位 | - 1993年 - 11位 - 1995年 - 12位 - 2003年 - 14位 - 2005年 - 15位 |  |